# The Girlhood of Mary Virgin

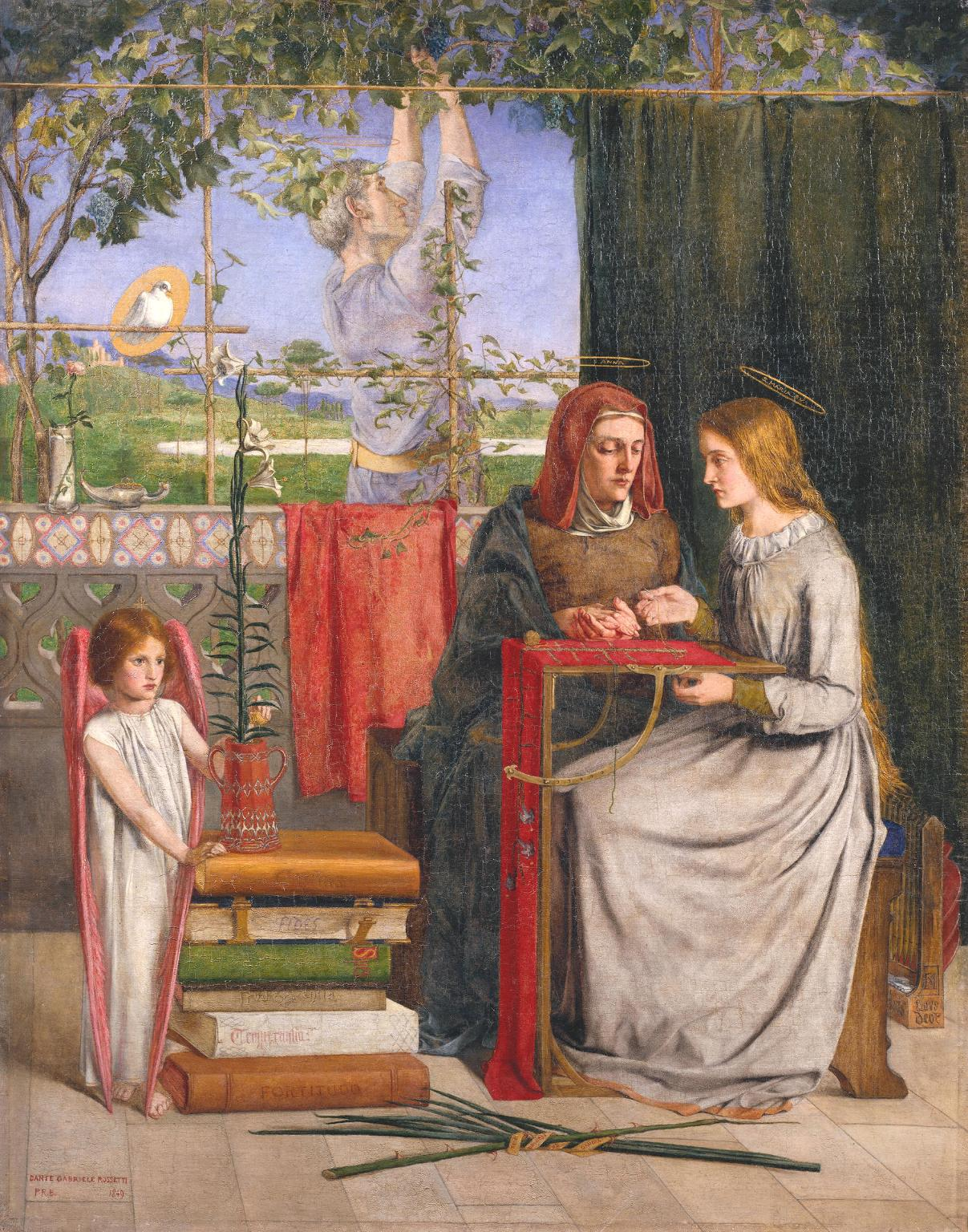
The Girlhood of Mary Virgin (Tate Gallery, Londen) door Dante Gabriel Rossetti, 1849. Olieverf op doek. Afmetingen: 83,2 x 65,4 cm. Signatuur: "Dante Gabriele Rossetti P.R.B. 1849".

The Girlhood of Mary Virgin is een romantisch, religieus schilderij uit 1849 van de prerafaëlitische kunstschilder Dante Gabriel Rossetti (1828-1882). Het was zijn eerste voltooide olieverfschilderij en bovendien het eerste werk dat de initialen "P.R.B". (Pre-Raphaelite Brotherhood) droeg. Het werd voor het eerst tentoongesteld in maart 1849 op de Free Exhibition in de Hyde Park Corner Gallery.

## Achtergrond
In november 1848 motiveerde Dante Rossetti zijn keuze voor dit onderwerp in een brief aan zijn peter, Charles Lyell of Kinnordy, door te stellen dat dergelijk thema de leden van een christelijke gemeenschap zeker zou aanspreken. De "opvoeding van de Heilige Maagd" was een bekend motief in de schilderkunst. Rossetti beeldde de toekomstige moeder van Christus echter niet af met het traditionele boek op haar schoot, maar liet ze onder begeleiding van haar moeder een lelie borduren.
De schilder koos modellen uit zijn onmiddellijke omgeving. Zo poseerde zijn moeder Frances Mary Polidori Rossetti voor Sint-Anna, zijn zuster Christina Georgina Rossetti voor de Maagd Maria, en de oude Williams, die bij de familie Rossetti werkte, poseerde voor Sint-Joachim. Voor het gezicht van het engeltje stond oorspronkelijk de halfzuster van Thomas Woolner (1825-1892) model. Bij een latere overschildering in augustus 1849 gebruikte Rossetti echter een meisje als model dat hem door een andere schilder van de prerafaëlieten, James Collinson (1825-1881), was aangeraden.

## Iconografie
De Maagd Maria wordt in het schilderij als een jong meisje getoond, samen met haar moeder, de Heilige Anna, werkend aan een borduurwerk. Haar vader, Sint-Joachim, snoeit op de achtergrond een wijnstok. De palmtak op de vloer en de doornige rozen op de muur verwijzen naar de passie van Christus; de lelies symboliseren de zuiverheid van de Maagd, en de kleuren van de boeken staan symbool voor de deugden hoop, geloof en liefde. De duif is in de christelijke iconografie een bekend symbool voor de Heilige Geest. De olielamp is een symbool van vroomheid, de roos is de bloem van de Madonna. De wijnstok verwijst naar de komst van Christus en het rode doek met het driepuntige geborduurde motief onder het kruisvormige latwerk symboliseert zijn gewaad. De palm en de doornvormige takken prefigureren de zeven vreugden en zeven smarten van Maria. Rossetti schreef twee sonnetten bij dit schilderij, waarin hij de symboliek uitlegde. Het eerste sonnet werd onderaan op de oorspronkelijke lijst gegraveerd, terwijl het tweede afgedrukt werd in de catalogus van de Free Exhibition. De twee sonnetten staan nu naast elkaar op de onderkant van de huidige lijst.

## Techniek
Rossetti begon aan het schilderij in de zomer van 1848 en werkte hard door om het klaar te krijgen voor de tentoonstelling in maart van het volgend jaar. Vooraf maakte hij verschillende voorstudies in pastelkrijt. De Schotse dichter en kunstenaar William Bell Scott had Rossetti in zijn atelier aan het werk gezien. Rossetti begon met het doek voor The Girlhood te gronden met witte verf tot hij een heel glad oppervlak had. Daarop bracht hij sterk verdunde olieverf op met aquarelpenselen, zodanig dat elke laag transparant bleef.

## Receptie
Het werk werd na de eerste tentoonstelling in de Free Exhibition bij Hyde Park Corner over het algemeen gunstig onthaald en ontving goede recensies. Een bekende van de familie Rossetti, de markiezin van Bath, kocht het schilderij voor tachtig pond, en hiermee kon de kunstenaar zijn reis met William Holman Hunt naar Frankrijk en België bekostigen. In 1850 werd het, samen met de werken van de andere prerafaëlieten, opnieuw tentoongesteld in de Royal Academy in de Portland Gallery Exhibitions, alwaar het echter minder goed werd onthaald.

## Herschilderingen
In 1849 herschilderde Rossetti de jurk van Maria en het gezicht van het engeltje, voordat hij het schilderij naar de koper zond.
In 1864 stuurde de toenmalige eigenares, Lady Louisa Fielding, het schilderij terug naar Rossetti voor herschildering. De witte vleugels van de engel werden nu diep roze en de gele mouwen van de Maria schilderde Rossetti bruin. De oorspronkelijke lijst met de afgeronde bovenhoeken werd vervangen door een lijst met een rechthoekige vorm.
The Girlhood of Mary Virgin (1849) · Ecce Ancilla Domini! (1850) · Beata Beatrix (1863-1870) · Lady Lilith (1866-1868 en 1872-1873) · The Blessed Damozel (1875-1878)